# Domínio de Iwakidaira
O Domínio de Iwakitaira (磐城平藩, Iwakitaira-han) foi um domínio (Han) do Período Tokugawa da História do Japão . Localizado ao sul da Província de Mutsu , na atual Fukushima. Este domínio também é chamado como o Domínio Iwakidaira . Sua capital se chamava Iwakitaira, atual cidade de Iwaki .

## História
Antes da Batalha de Sekigahara , o sul de Fukushima foi governado pelo Clã Iwaki (岩城氏, Iwaki-shi).  Depois disso os Iwaki foram banidos para Kameda (atual Yurihonjo), o domínio do Clã Iwaki foi dado a Torii Tadamasa. Tadamasa odiava os Iwaki por causa da hostilidade destes ao Clã Tokugawa.
Desde a fundação até a dissolução deste domínio, seus Daimyōs foram vassalos dos Tokugawa. Seus últimos governantes foram do Clã Ando .  
O papel original de Iwakitaira era proteger o Clã Date que tinha sua base na Província de Sendai .
ODomínio de Iwakitaira limitava-se ao Sul com o Domínio de Mito que foi governado pelo Ramo Mito do Clã Tokugawa, e desempenhava o mesmo papel de Iwakitaira. Limitava-se ao norte com o Domínio de Nakamura, que governado pelo Clã Sōma. 
A Escola do Domínio (藩校, hankō) foi a Shiseido (施政堂), que foi fundada pelo Clã Ando . O culure mais famoso criado no Domínio Iwakitaira é o Jangara dança Nembutsu .
Na Guerra Boshin , o Iwakitaira se aliou ao Ōuetsu Reppan Dōmei. E ao final desta o Castelo Iwakitaira foi capturado e queimado pelas tropas do Governo Meiji.

## Lista de Daimyōs
- - Clã Torii (Fudai; 120,000 koku)

1. Tadamasa

- - Clã Naitō (Fudai; 70,000 koku)

1. Naitō Masanaga
2. Tadaoki
3. Yoshimune
4. Yoshitaka
5. Yoshishige
6. Masaki

- - Clã Inoue (Fudai; 37,000 koku)

1. Masatsune

- - Clã Andō (Fudai; 67,000 koku)

1. Nobunari
2. Nobukiyo
3. Nobuyoshi
4. Nobuyori
5. Nobumasa[1]
6. Nobutami
7. Nobutake